# جنگل هولولو فورست رزرو
جنگل هولولو فورست رزرو (به لاتین: Hurulu Forest Reserve) یک منطقه حفاظت‌شده در سری‌لانکا است که در استان شمال مرکزی، سری‌لانکا واقع شده‌است.